# Fort de l'Est

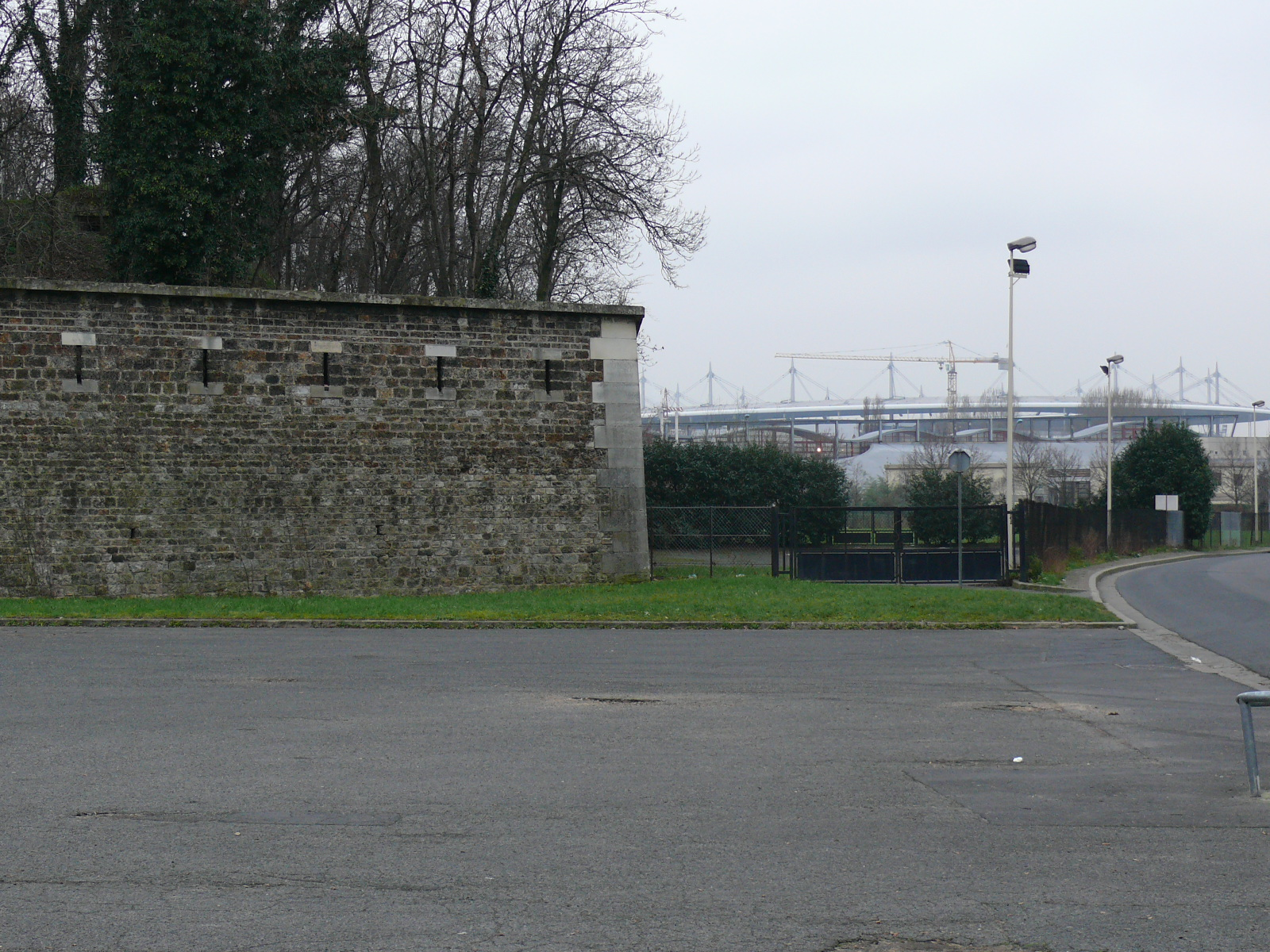
Le Fort de l'Est à Saint-Denis et, au loin, le Lycée Suger et le Stade de France.

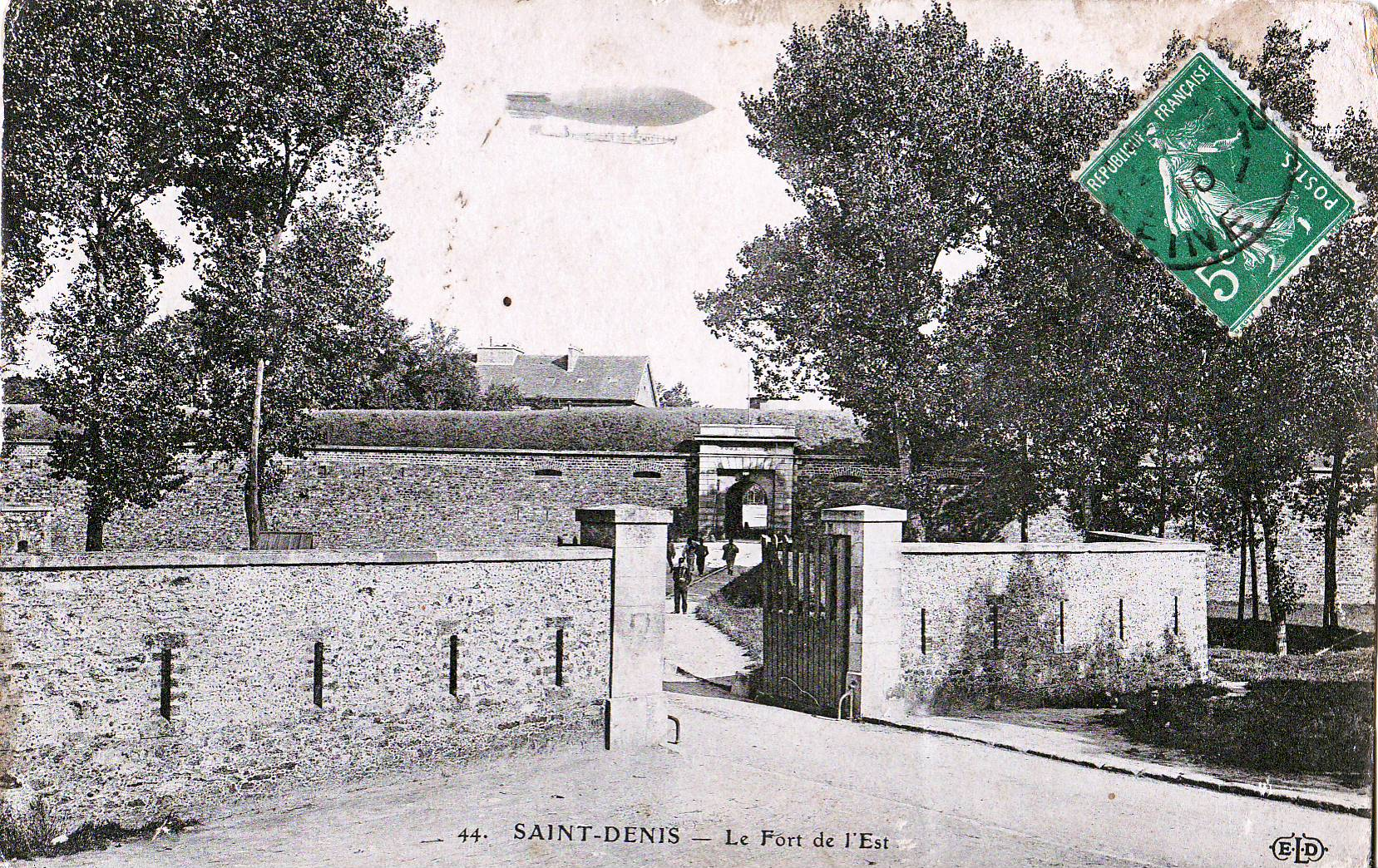
Le Fort de l'Est (1910) (le ballon dirigeable semble avoir été ajouté)

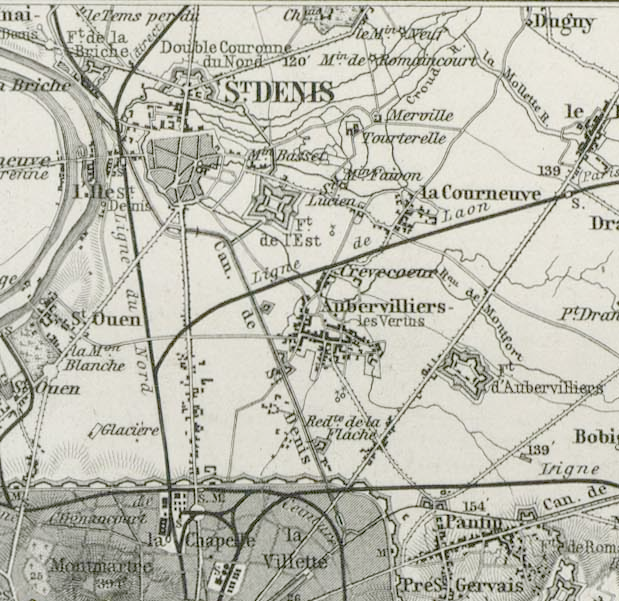
Carte de 1871 indiquant les trois forts de Saint-Denis : La Briche, Double-Couronne du Nord, Fort de l'Est

Le fort de l'Est est un fort militaire conçu pour protéger Paris situé à Saint-Denis, construit entre 1841 et 1843, dans le cadre de l'Enceinte de Thiers et comme quinze autres forts détachés. Ce dernier, premier ministre de Louis-Philippe Ier, avait fait commencer les travaux dès 1840 sans attendre la loi de finance de 1841 qui alloua 140 millions pour réaliser une immense ceinture de défense
(33 kilomètres de long, 17 forts détachés, 94 bastions, 17 portes, 23 barrières, 8 poternes, 8 passages de chemin de fer et 5 passages de rivières ou canaux). Près de 25 000 ouvriers y travaillèrent.
L'évolution de l'artillerie rend rapidement obsolètes ces fortifications et on parle de céder l'enceinte dès 1882 (le député Martin Nadaud lance le débat).
En 1919, l'ouvrage est cédé à la mairie de Paris pour 100 millions de francs. En 1953, la zone non ædificandi est abrogée. 
Le fort est encore utilisé par l'armée (de nombreux réservistes y sont entraînés, des unités stationnées et abrite le siège de la Fédération nationale des sous-officiers de réserve. De rares photographies sont disponibles sur Internet.
Amputé de son bastion nord en 1963 pour y faire passer l'autoroute du Nord, d'où il est parfaitement visible, il fait face désormais au Lycée Suger, bâti en 1994. 
Les archives militaires liées aux insubordinations de la Première Guerre mondiale y sont conservées, ainsi qu'un certain nombre d'archives non classées issues des anciennes bibliothèques de garnison.
Le glacis du fort est en partie occupé par des jardins ouvriers; le photographe Patrick Zachmann les a immortalisés en 1994.

## Situation
Le quartier se situe à l'est du Canal Saint-Denis et de l'autoroute A1 près du quartier du Franc-Moisin.
Il est circonscrit par la route de la Courneuve, l'avenue de Présov, la rue du Maréchal-Lyautey et l'autoroute du Nord. On y accède par la rue du Fort-de-l'Est.

## Événements marquants
En 1870, les soldats français casernés au Fort de l’Est tirent des obus sur la ville de Stains occupée par les Prussiens, endommagent fortement l’église et démolissent le château. Néanmoins, les troupes prussiennes occupent le Fort, ainsi qu'en témoigne une photo d'époque.
En 1872, l'aumônier de la caserne, Jules Bonhomme, fait la renommée du Fort, en publiant ses mémoires : Souvenirs du Fort de l'Est, près Saint-Denis. Carnet d'un aumônier de l'armée de Paris, 1870-1871 (Lecoffre, fils et Cie, Paris).
Le 9 août 1918, durant la première Guerre mondiale, un obus lancé par la Pariser Kanonen explose sur le fort de l'Est.
Le 25 août 1944, la garnison allemande qui l'occupe évacue le Fort.
En 1945, un témoignage fait état de l'installation provisoire dans le Fort de la « Cour de sûreté de l'État ainsi qu'une partie des Archives du SHA »
En 1946, un passage des mémoires d'un prêtre résistant, Paul Parguel, fait référence à son arrestation et son internement "dans la poudrière" au Fort par les forces françaises à la solde des nazis.
En 1958 s'y installe le Bureau interarmées de codification des matériels (BICM), après la ratification par la France en 1956 des accords de standardisation OTAN qui y restera jusqu'en 1984 avant de déménager sur le nouveau site de la DGA Maîtrise de l'information à Bruz près de Rennes.
En 1962, au moment de la Guerre d'Algérie, un tribunal militaire y tient ses audiences. L'un des conjurés de l'OAS, Jean-Marie Bastien-Thiry, y est jugé et condamné à mort. Près d'une centaine d'officiers y est détenue.
Entre 2002 et 2004, la Fondation de l'Armée du Salut ouvre 150 lits au sein même du Fort. 18 000 personnes y sont ainsi accueillies en 2002.
En 2009, un village de maisons temporaires y est adossé pour héberger une vingtaine de familles roms qui résidaient auparavant dans le bidonville "André-Campra" à La Plaine.